# Тяньчжоу-4
«Тяньчжоу-4» (кит. трад. 天舟四号, пиньинь Tiānzhōu sìhào, палл. Тяньчжоу сыхао, буквально: «Небесный корабль №4») — четвёртый китайский грузовой космический корабль серии «Тяньчжоу» и третий грузовой корабль, отправленный к многомодульной станции «Тяньгун». Запуск состоялся 9 мая, стыковка 10 мая 2022 года.

## Подготовка, запуск, стыковка
7 мая 2022 года ракета «Чанчжэн-7» №5 с установленным на неё кораблём «Тяньчжоу-4» была в вертикальном положении доставлена на стартовый стол на космодроме Вэньчан.
9 мая в 17:56 UTC ракета с кораблём была успешно запущена. В 18:06 UTC корабль успешно отделился от ракеты и вышел на запланированную орбиту; в 18:23 UTC начали работать его солнечные батареи.
10 мая в 00:54 UTC, сблизившись по быстрой схеме с необитаемой на тот момент станцией «Тяньгун», «Тяньчжоу-4» успешно автоматически пристыковался к её кормовому стыковочному узлу, который тремя неделями ранее освободил перестыковавшийся на передний узел корабль «Тяньчжоу-3» (ранее такая схема уже использовалась парой кораблей «Тяньчжоу-2» и «Тяньчжоу-3»).

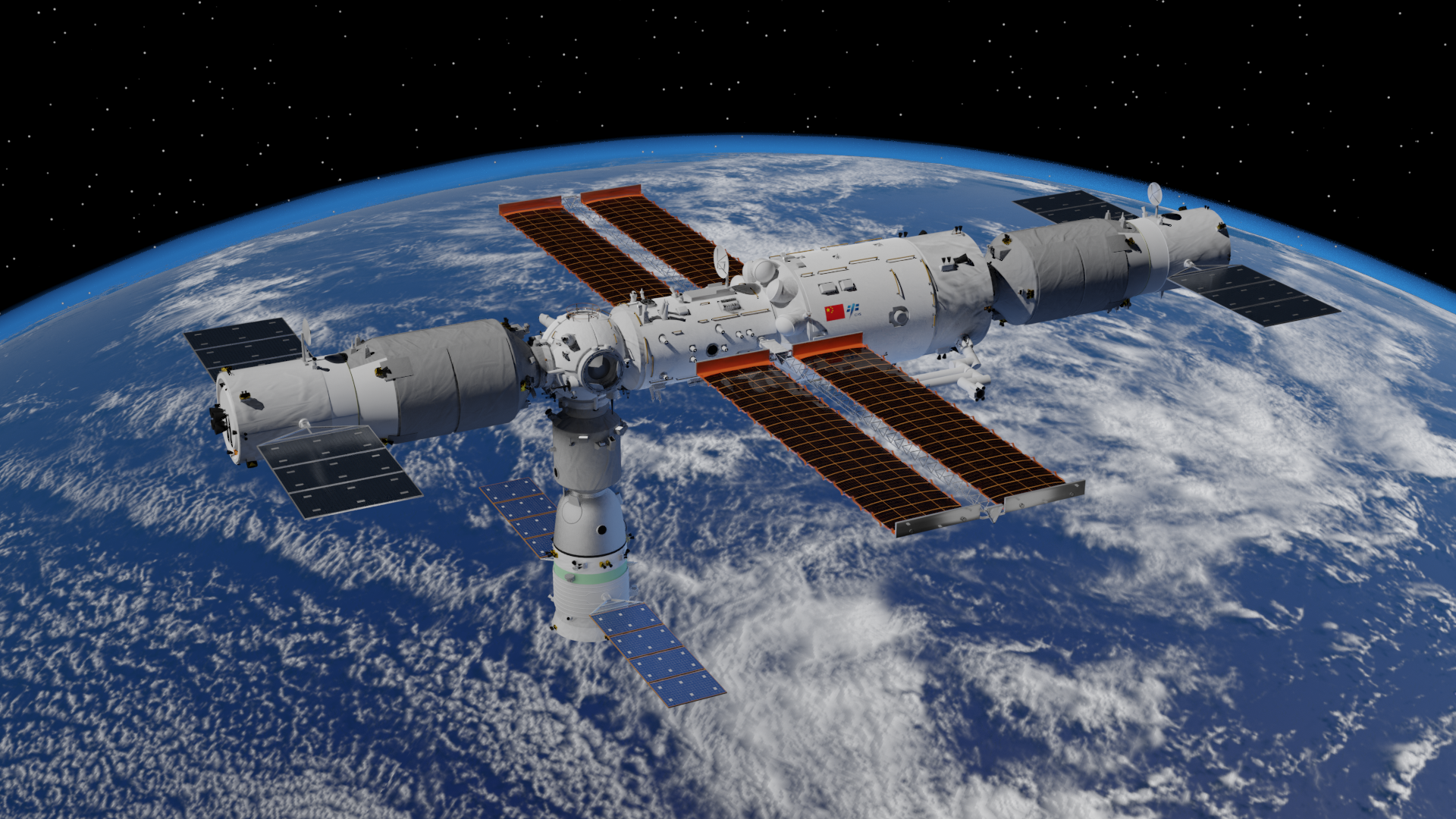
Модель станции «Тяньгун» с тремя пристыкованными кораблями. Корма — справа

## Полёт
Корабль доставил на станцию 6 тонн различных грузов, включая 750 кг горючего для станции и около 5 тонн различных грузов для обеспечения полугодового полёта экипажа корабля «Шэньчжоу-14», и 26 дней находился в его ожидании.
5 июня на станцию прибыл экипаж «Шэньчжоу-14». 6 июня космонавты открыли люк в «Тяньчжоу-4» и в 12:19 по пекинскому времени перешли в него, готовясь к переносу доставленных грузов в станцию.
9 ноября 2022 года корабль отстыковался от станции в связи с планирующимся запуском на неё следующего грузового корабля, «Тяньчжоу-5», и пилотируемого «Шэньчжоу-15». Ведь после пристыковки к станции третьего модуля «Мэнтянь» 31 октября 2022 года у неё осталось лишь 3 свободных стыковочных узла, поэтому для первой китайской «пересменки на орбите» места для второго грузового корабля на станции уже нет.  Впервые с 29 мая 2021 года станция оставаась без пристыкованных грузовых кораблей (3 дня).
14 ноября 2022 года «Тяньчжоу-4» вошёл в плотные слои атмосферы и сгорел.